# Carla Berrocal
Carla Berrocal est une dessinatrice espagnole de bande dessinée et illustratrice née en 1983 à Madrid.

## Biographie
Née en 1983 à Madrid, Carla Berrocal étudie à la Escuela de Artes y Oficios de Madrid (es). Elle entame la carrière de critique de bandes dessinées. Son premier travail est publié en 2004 : Hire, el Terrible Vampiro Samurai avec Daniel Hartwell ; tous deux créent en 2005 Mad Trio. Ses travaux paraissent aussi des ouvrages collectifs. En 2011, elle livre son premier roman graphique : El brujo.
En avril 2018, elle participe à la troisième édition du festival du film LGBT au Centre culturel international Oscar Niemeyer d'Avilés et y affirme son identité lesbienne et féministe.

## Œuvres

### En espagnol
- Hire, el Terrible Vampiro Samurai, Recerca Editorial, 2004
- Mad Trio, Recerca Editorial, avec Daniel Hartwell, 2005
- Quatroccento, Dolmen Editorial, 2006
- El Brujo, Edicions De Ponent, 2011
- Gente con clase : un profesor de español entre extranjeros (illustration), textes de Juan Lázaro, éd. Reino de Cordelia, 2011  (ISBN 9788493938222) (BNF 43805672)
- Epigrafías, Editorial Libros de Autoengaño, 2016
- La geometría de los silencios, con guion de Marc Buleon, La estrella azul, 2019
- Doña Concha. La rosa y la espina, Reservoir Books, 2021